# Mạng lưới khuyến khích điện ảnh châu Á
Mạng lưới khuyến khích điện ảnh châu Á (tên gốc tiếng Anh: The Network for the Promotion of Asian Cinema, viết tắt: NETPAC) là một tổ chức toàn cầu gồm 29 quốc gia thành viên. Tổ chức này được tạo ra từ kết quả của một hội nghị về điện ảnh châu Á do Cinemaya tổ chức tại New Delhi vào năm 1990 và với sự hỗ trợ của UNESCO, Paris.
Có trụ sở chính tại Singapore, NETPAC là một tổ chức văn hóa điện ảnh toàn châu Á bao gồm các nhà phê bình, nhà làm phim, nhà tổ chức liên hoan phim và giám tuyển, nhà phân phối và nhà triển lãm, cũng như các nhà giáo dục điện ảnh. Đây được coi là cơ quan hàng đầu về điện ảnh châu Á. Kể từ năm 1990, NETPAC đã lập ra các hạng mục về châu Á trong các liên hoan phim quốc tế nhằm giới thiệu các nhà làm phim từ châu Á với thế giới, cũng như giới thiệu về cơ sở hạ tầng điện ảnh hiện có ở nhiều quốc gia châu Á khác nhau, tổ chức các hội thảo, hội nghị và trao giải thưởng cho Phim châu Á hay nhất tại các liên hoan phim của Singapore, Busan, Jeonju, Kerala, Kazakhstan và Hà Nội ở châu Á; Berlin, Locarno, Karlovy Vary, Rotterdam, Vesoul ở Châu Âu; Brisbane ở châu Úc; và Hawaii ở châu Mỹ...
Giải thưởng NETPAC được trao tại một số liên hoan phim quốc tế nhằm quảng bá điện ảnh châu Á thông qua việc giới thiệu những phim điện ảnh xuất sắc và phát hiện những tài năng mới. Trong số các nhà làm phim đã nhiều lần giành được giải thưởng này có Prasanna Vithanage từ Sri Lanka (7 lần); Vương Tiểu Soái (3 lần) và Hao Jie (3 lần) từ Trung Quốc; Lav Diaz (3 lần) và Brillante Mendoza (3 lần) từ Philippines; Ho Yuhang (3 lần) từ Malaysia; Kim Ki-duk (3 lần), Jeon Soo-il (2 lần) và Lee Hae-jun (2 lần) từ Hàn Quốc; Adoor Gopalakrishnan (2 lần), Dr. Biju (2 lần), Shyamaprasad (2 lần) và P. Sheshadri (2 lần) từ Ấn Độ; Garin Nugroho (2 lần) và Riri Riza (2 lần) từ Indonesia; Rakhshān Banietemad (2 lần) từ Iran; Hirosue Hiromasa (2 lần) và Sono Shion (2 lần) từ Nhật Bản; Adilkhan Yerzhanov (3 lần), Serik Aprymov (2 lần), Rustem Abdrashov (2 lần), Emir Baigazin (2 lần) và Nariman Turebayev (2 lần) từ Kazakhstan; Marat Sarulu (2 lần) từ Kyrgyzstan; Kesang Tseten Lama (2 lần) từ Nepal; Boo Junfeng (2 lần), Royston Tan (2 lần) và Kan Lume (2 lần) từ Singapore; Doze Niu (2 lần) từ Đài Loan; và Nawapol Thamrongrattanarit (2 lần) từ Thái Lan.

## Giải NETPAC

### Thập niên 1990
| Năm  | Liên hoan phim                           | Tác phẩm                             | Đạo diễn                | Quốc gia    | Ghi chú              | Nguồn  |
| ---- | ---------------------------------------- | ------------------------------------ | ----------------------- | ----------- | -------------------- | ------ |
| 1993 | Liên hoan phim quốc tế Singapore         | The Peach Blossom Land               | Stan Lai                | Đài Loan    |                      | [ 1 ]  |
| 1994 | Liên hoan phim quốc tế Berlin            | All Under the Moon                   | Sai Yoichi              | Nhật Bản    |                      |        |
| 1994 | Liên hoan phim quốc tế Berlin            | Shackles                             | Nansalmaagin Uranchimeg | Mông Cổ     | Giải Special Mention |        |
| 1994 | Liên hoan phim quốc tế Singapore         | The Servile                          | Adoor Gopalakrishnan    | Ấn Độ       |                      |        |
| 1995 | Liên hoan phim quốc tế Berlin            | Undo                                 | Iwai Shunji             | Nhật Bản    |                      |        |
| 1995 | Liên hoan phim quốc tế Berlin            | Elephant Song                        | Riju Go                 | Nhật Bản    |                      |        |
| 1995 | Liên hoan phim quốc tế Rotterdam         | The Servile                          | Adoor Gopalakrishnan    | Ấn Độ       |                      |        |
| 1995 | Liên hoan phim quốc tế Singapore         | A Borrowed Life                      | Ngô Niệm Chân           | Đài Loan    |                      |        |
| 1995 | Liên hoan phim quốc tế Singapore         | Mee Pok Man                          | Eric Khoo               | Singapore   | Giải Special Mention |        |
| 1996 | Liên hoan phim quốc tế Berlin            | ...And the Moon Dances               | Garin Nugroho           | Indonesia   |                      |        |
| 1996 | Liên hoan phim quốc tế Berlin            | Heaven-6-Box                         | Oki Hiroyuki            | Nhật Bản    | Giải Special Mention |        |
| 1996 | Liên hoan phim quốc tế Busan             | Three Friends                        | Yim Soon-rye            | Hàn Quốc    |                      | [ 2 ]  |
| 1996 | Liên hoan phim quốc tế Rotterdam         | Heartbreak Island                    | Hsu Hsiao-ming          | Đài Loan    |                      |        |
| 1996 | Liên hoan phim quốc tế Rotterdam         | Thương nhớ đồng quê                  | Đặng Nhật Minh          | Việt Nam    |                      |        |
| 1996 | Liên hoan phim quốc tế Singapore         | Good Men, Good Women                 | Hầu Hiếu Hiền           | Đài Loan    |                      |        |
| 1996 | Liên hoan phim quốc tế Singapore         | It's a Long Way to the Sea           | Jahnu Barua             | Ấn Độ       | Giải Special Mention |        |
| 1997 | Liên hoan phim quốc tế Amiens            | Somersault in a Coffin               | Derviş Zaim             | Thổ Nhĩ Kỳ  |                      |        |
| 1997 | Liên hoan phim quốc tế Berlin            | Focus                                | Izaka Satoshi           | Nhật Bản    |                      |        |
| 1997 | Liên hoan phim quốc tế Busan             | Bad Movie                            | Jang Sun-woo            | Hàn Quốc    |                      | [ 3 ]  |
| 1997 | Liên hoan phim quốc tế Rotterdam         | 2 Duo                                | Suwa Nobuhiro           | Nhật Bản    |                      |        |
| 1997 | Liên hoan phim quốc tế Singapore         | 12 Storeys                           | Eric Khoo               | Singapore   |                      |        |
| 1997 | Liên hoan phim quốc tế Singapore         | Ai xuôi vạn lý                       | Lê Hoàng                | Việt Nam    | Giải Special Mention |        |
| 1998 | Liên hoan phim quốc tế Amiens            | Walls Within                         | Prasanna Vithanage      | Sri Lanka   |                      | [ 4 ]  |
| 1998 | Liên hoan phim quốc tế Berlin            | The Pickpocket                       | Giả Chương Kha          | Trung Quốc  |                      |        |
| 1998 | Liên hoan phim quốc tế Busan             | The Power of Kangwon Province        | Hong Sang-soo           | Hàn Quốc    |                      | [ 5 ]  |
| 1998 | Liên hoan phim quốc tế Busan             | A Killing Story                      | Yeo Kyun-Dong           | Hàn Quốc    | Giải Special Mention | [ 6 ]  |
| 1998 | Liên hoan phim quốc tế Rotterdam         | Dance of the Wind                    | Rajan Khosa             | Ấn Độ       |                      |        |
| 1998 | Liên hoan phim quốc tế Rotterdam         | Green Fish                           | Lee Chang-dong          | Hàn Quốc    | Giải Special Mention |        |
| 1998 | Liên hoan phim quốc tế Singapore         | In the Navel of the Sea              | Marilou Diaz-Abaya      | Philippines |                      |        |
| 1998 | Liên hoan phim quốc tế Singapore         | Hold You Tight                       | Stanley Kwan            | Hồng Kông   | Giải Special Mention |        |
| 1998 | Liên hoan phim tài liệu quốc tế Đài Loan | Out for Love...Be Back Shortly       | Dan Katzir              | Israel      |                      |        |
| 1998 | Liên hoan phim tài liệu quốc tế Đài Loan | Nadya's Village                      | Motohashi Seiichi       | Nhật Bản    | Giải Special Mention | [ 7 ]  |
| 1999 | Liên hoan phim quốc tế Amiens            | Death On A Full Moon Day             | Prasanna Vithanage      | Sri Lanka   |                      | [ 8 ]  |
| 1999 | Liên hoan phim quốc tế Berlin            | 2H                                   | Ying Li                 | Trung Quốc  |                      | [ 9 ]  |
| 1999 | Liên hoan phim quốc tế Berlin            | Dil Se..                             | Mani Ratnam             | Ấn Độ       |                      | [ 10 ] |
| 1999 | Liên hoan phim quốc tế Busan             | The Bird Who Stops in the Air        | Jeon Soo-il             | Hàn Quốc    |                      | [ 11 ] |
| 1999 | Liên hoan phim quốc tế Busan             | The Uprising                         | Park Kwang-Su           | Hàn Quốc    | Giải Special Mention | [ 12 ] |
| 1999 | Liên hoan phim quốc tế Cinemanila        | Birth of A Butterfly                 | Mojtaba Raei            | Iran        |                      | [ 13 ] |
| 1999 | Liên hoan phim quốc tế Cinemanila        | Fetch A Pail of Water                | Jeffrey Jeturian        | Philippines | Giải Special Mention | [ 14 ] |
| 1999 | Liên hoan phim quốc tế Singapore         | Connection by Fate                   | Vạn Nhân                | Đài Loan    |                      |        |
| 1999 | Liên hoan phim quốc tế Singapore         | Beshkempir                           | Aktan Abdykalykov       | Kyrgyzstan  | Giải Special Mention |        |
| 1999 | Liên hoan phim quốc tế Singapore         | The Power of the Kangwon-du Province | Hong Sang-soo           | Hàn Quốc    | Giải Special Mention | [ 15 ] |
| 1999 | Liên hoan phim quốc tế Rotterdam         | The Servant's Shirt                  | Mani Kaul               | Ấn Độ       |                      |        |
| 1999 | Liên hoan phim tài liệu quốc tế Yamagata | Shiro the White                      | Hirano Katsuyuki        | Nhật Bản    |                      | [ 16 ] |
| 1999 | Liên hoan phim tài liệu quốc tế Yamagata | Annyong-Kimchi                       | Matsue Tetsuaki         | Nhật Bản    | Giải Special Mention | [ 17 ] |
| 1999 | Liên hoan phim tài liệu quốc tế Yamagata | I Love (080)                         | Yang Li-chou            | Đài Loan    | Giải Special Mention | [ 18 ] |

### Thập niên 2000

#### 2000
- Liên hoan phim quốc tế Amiens
  - Thắng giải The Orphan of Anyang (Wang Chao, Trung Quốc)[19]
- Berlin International Film Festival
  - Thắng giải The Lady of the House (Rituparno Ghosh, Ấn Độ)
  - Thắng giải Nabbie's Love (Yuji Nakae, Nhật Bản)
  - Special Mention Making Sun-Dried Red Peppers (Jang Hee-Sun, Hàn Quốc)[20]
- Liên hoan phim quốc tế Busan
  - Thắng giải Chunhyang (Im Kwon-taek, Hàn Quốc)[21]
- Liên hoan phim quốc tế Dhaka
  - Thắng giải Padadaya (Linton Semage, Sri Lanka)
  - Thắng giải Saroja (Somaratne Dissanayake, Sri Lanka)
- Liên hoan phim quốc tế Hawaii
  - Thắng giải Breaking the Silence (Zhou Sun, Trung Quốc)[22]
  - Special Mention Spinning Gasing (Teck Tan, Malaysia)[23]
- Liên hoan phim quốc tế Rotterdam
  - Thắng giải Nang Nak (Nonzee Nimibutr, Thái Lan)[24]
  - Thắng giải Paper (Ding Jiancheng, Trung Quốc)[25]
- Liên hoan phim quốc tế Karlovy Vary
  - Thắng giải Yi Yi (Edward Yang, Đài Loan)[26]
  - Special Mention Peppermint Candy (Lee Chang-dong, Hàn Quốc)[27]
- Liên hoan phim quốc tế Singapore
  - Thắng giải Darkness and Light (Chang Tso-chi, Đài Loan)
  - Thắng giải So Close to Paradise (Wang Xiaoshuai, Trung Quốc)[28]
- Taiwan International Documentary Festival
  - Thắng giải Alone (Dmitry Kabakov, Nga)
  - Special Mention Happy Birthday, Mr. Mograbi (Avi Mograbi, Israel)
  - Special Mention The Lost Kingdom (Lee Hsiang-Hsiu, Đài Loan)[29]
- Liên hoan phim Venezia
  - Thắng giải Platform (Jia Zhangke, Trung Quốc)
  - Special Mention The Isle (Kim Ki-duk, Hàn Quốc)

#### 2001
- Berlin International Film Festival
  - Thắng giải Smell of Camphor, Fragrance of Jasmine (Bahman Farmanara, Iran)
  - Special Mention Wharf of Widows (Trong Ninh Luu, Việt Nam)
- Liên hoan phim quốc tế Brisbane
  - Thắng giải What Time Is It There? (Tsai Ming-liang, Đài Loan)[30]
  - Special Mention The Wrestlers (Buddhadeb Dasgupta, Ấn Độ)
- Liên hoan phim quốc tế Busan
  - Thắng giải Take Care of My Cat (Jeong Jae-eun, Hàn Quốc)[31]
  - Special Mention Bad Guy (Kim Ki-duk, Hàn Quốc)[32]
  - Special Mention Waikiki Brothers (Yim Soon-rye, Hàn Quốc)[33]
- Cinefan Asian Film Festival
  - Thắng giải Demons (Mario O'Hara, Philippines)[34]
- Liên hoan phim quốc tế Cinemanila
  - Thắng giải Batang West Side (Lav Diaz, Philippines)[35]
- Liên hoan phim quốc tế Fajr
  - Thắng giải Going By (Iraj Karimi, Iran)[36]
- Liên hoan phim quốc tế Hawaii
  - Thắng giải Devils on the Doorstep (Jiang Wen, Trung Quốc)[37]
  - Special Mention The Day Toshi was Born (Hikaru Yoshikawa, Nhật Bản)[38]
- Liên hoan phim quốc tế Rotterdam
  - Thắng giải Daughters of the Sun (Maryam Shahriar, Iran)[39]
  - Special Mention Mùa ổi (Đặng Nhật Minh, Việt Nam)[40]
- Liên hoan phim quốc tế Jakarta
  - Thắng giải – Short Film The Greatest Day Dreamer (Liew Wai Ming, Singapore)[41]
  - Special Mention Wired (Chung Fa Yang, Đài Loan)[42]
- Liên hoan phim quốc tế Karlovy Vary
  - Thắng giải Under the Skin of the City (Rakhshan Bani-Etemad, Iran)
  - Special Mention Firefly Dreams (John Williams, Nhật Bản)[43]
- Liên hoan phim quốc tế Singapore
  - Thắng giải A Poet (Garin Nugroho, Indonesia)
  - Special Mention This is My Moon (Asoka Handagama, Sri Lanka)[44]
- Liên hoan phim Venezia
  - Thắng giải Secret Ballot (Babak Payami, Iran)
  - Thắng giải Quitting (Zhang Yang, Trung Quốc)
- Yamagata International Documentary Film Festival
  - Thắng giải My Migrant Soul (Yasmine Kabir, Bangladesh)[45]
  - Special Mention Pansy & Ivy (Kye Un-kyoung, Hàn Quốc)[46]
  - Special Mention Mysterious Object at Noon (Apichatpong Weerasethakul, Thái Lan)[47]

#### 2002
- Berlin International Film Festival
  - Thắng giải Chen Mo and Meiting (Liu Hao, Trung Quốc)
  - Special Mention Fish and Elephant (Li Yu, Trung Quốc)
- Liên hoan phim quốc tế Brisbane
  - Thắng giải Seafood (Zhu Wen, Trung Quốc)[48]
  - Special Mention Whispering Sands (Nan T. Achnas, Indonesia)[49]
- Liên hoan phim quốc tế Busan
  - Thắng giải Road Movie (Kim Insik, Hàn Quốc)[50]
- Cinefan Asian Film Festival
  - Thắng giải Lan Yu (Stanley Kwan, Hồng Kông)[51]
- Liên hoan phim quốc tế Cinemanila
  - Thắng giải Hollywood Hong Kong (Fruit Chan, Hồng Kông)[52]
  - Special Mention Harmful Insect (Akihiko Shiota, Nhật Bản)[53]
- Liên hoan phim quốc tế Hawaii
  - Thắng giải Eyes of a Beauty (Hu Guan, Trung Quốc)[54]
- Liên hoan phim quốc tế Rotterdam
  - Thắng giải Wave (Hiroshi Okuhara, Nhật Bản)
  - Special Mention Secret Ballot (Babak Payami, Iran)
- Liên hoan phim quốc tế Locarno
  - Thắng giải Mr. & Mrs. Iyer (Aparna Sen, Ấn Độ)
  - Special Mention Our Times (Rakhshan Bani-Etemad, Iran)
  - Special Mention Obor Kalandia (Sobi al-Zobaidi, Palestine)
- Liên hoan phim quốc tế Singapore
  - Thắng giải Eliana, Eliana (Riri Riza, Indonesia)
  - Special Mention I-San Special (Mingmongkol Sonakul, Thái Lan)[55]
- Taiwan International Documentary Festival
  - Thắng giải Sky-blue Hometown (Kim So-young, Hàn Quốc)[56]

#### 2003
- Bangkok International Film Festival
  - Thắng giải A Tale of a Naughty Girl (Buddhadeb Dasgupta, Ấn Độ)
- Berlin International Film Festival
  - Thắng giải Blessing Bell (Hiroyuki Tanaka, Nhật Bản)
  - Special Mention Bird-Man Tale (Garin Nugroho, Indonesia)[57]
- Liên hoan phim quốc tế Brisbane
  - Thắng giải Oasis (Lee Chang-dong, Hàn Quốc)[58]
  - Special Mention Letters in the Wind (Ali Reza Aminal, Iran)[59]
- Liên hoan phim quốc tế Busan
  - Thắng giải Untold Scandal (E J-yong, Hàn Quốc)[60]
- Cinefan Asian Film Festival
  - Thắng giải Drifters (Wang Xiaoshuai, Trung Quốc)[61]
- Liên hoan phim quốc tế Cinemanila
  - Thắng giải Divine Intervention (Elia Suleiman, Palestine)[62]
  - Special Mention Dekada '70 (Chito S. Rono, Philippines)[63]
- Karlovy Vary International Film Festival
  - Thắng giải The Coast Guard (Kim Ki-duk, Hàn Quốc)[64]
- Liên hoan phim quốc tế Locarno
  - Thắng giải Spring, Summer, Fall, Winter... and Spring (Kim Ki-duk, Hàn Quốc)[65]
- Liên hoan phim quốc tế Singapore
  - Thắng giải 15 – The Movie (Royston Tan, Singapore)[66]
  - Special Mention Unknown Pleasures (Jia Zhang-ke, Trung Quốc)[67]
- Liên hoan phim quốc tế điện ảnh châu Á Vesoul
  - Thắng giải Cry Woman (Liu Bingjian, Trung Quốc)[68]

#### 2004
- Berlin International Film Festival
  - Thắng giải South of the Clouds (Zhu Wen, Trung Quốc)
  - Special Mention Final Solution (Rakesh Sharma, Ấn Độ)
- Liên hoan phim quốc tế Brisbane
  - Thắng giải The River's End (Behrooz Afkhami, Iran)[69]
- Liên hoan phim quốc tế Busan
  - Thắng giải 3-Iron (Kim Ki-duk, Hàn Quốc và Nhật Bản)
  - Special Mention So Cute (Kim Su-hyeon, Hàn Quốc)[70]
- Liên hoan phim quốc tế Cinemanila
  - Thắng giải Min (Ho Yuhang, Malaysia)[71]
- Liên hoan phim quốc tế Dhaka
  - Thắng giải Swaraaj – The Little Republic (Anwar Jamal, Ấn Độ)
- Liên hoan phim quốc tế Hawaii
  - Thắng giải Peep 'TV' Show (Yutaka Tsuchiya, Nhật Bản)
  - Honorable Mention Rewind (Hak-son Kim, Hàn Quốc)[72]
- Liên hoan phim quốc tế Rotterdam
  - Thắng giải The Missing (Lee Kang-sheng, Đài Loan)
  - Special Mention Uniform (Diao Yi'nan China)
- Liên hoan phim quốc tế Locarno
  - Thắng giải Story Undone (Hassan Yektapanah, Iran)
  - Thắng giải The Hunter (Serik Aprymov, Kazakhstan)
- Osian's Cinefan Festival of Asian Cinema
  - Thắng giải Listener's Choice (Abdellatif Abdelhamid, Syria)[73]
- Liên hoan phim quốc tế Singapore
  - Thắng giải Ira Madiyama (Prasanna Vithanage, Sri Lanka)[74]
- Liên hoan phim Tallinn Black Nights
  - Thắng giải Cha no aji (Katsuhito Ishii, Nhật Bản)
  - Special Mention Malenkije ljudi (Nariman Turebajev, Kasahstan, France)
- Liên hoan phim quốc tế điện ảnh châu Á Vesoul
  - Thắng giải The First Letter (Abolfazl Jalili, Iran)[75]

#### 2005
- Berlin International Film Festival
  - Thắng giải This Charming Girl (Lee Yoon-ki, Hàn Quốc)[76]
- Liên hoan phim quốc tế Brisbane
  - Thắng giải Spying Cam (Hwang Chul-min, Hàn Quốc)[77]
  - Special Mention Boat out of Watermelon Rinds (Ahmet Ulucay, Thổ Nhĩ Kỳ)[78]
- Liên hoan phim quốc tế Busan
  - Thắng giải The Unforgiven (Yoon Jong-bin, Hàn Quốc)[79]
- Liên hoan phim quốc tế Hawaii
  - Thắng giải Season of the Horse (Ning Cai, Mông Cổ)[80]
- Liên hoan phim quốc tế Rotterdam
  - Thắng giải Sanctuary (Ho Yuhang, Malaysia)
- Liên hoan phim quốc tế Locarno
  - Thắng giải So Much Rice (Li Hongqi, Trung Quốc)
  - Thắng giải The Rising - Ballad of Mangal Pandey (Ketan Mehta, Ấn Độ)
- Osian's Cinefan Festival of Asian Cinema
  - Thắng giải The Black and White Milk Cow (Jin Yang, Trung Quốc)[81]
- Liên hoan phim quốc tế Singapore
  - Thắng giải Stray Dogs (Marzieh Meshkini, Iran)[82]
- Liên hoan phim Tallinn Black Nights
  - Thắng giải Earth And Ashes (Atiq Rahimi, Afghanistan)[83]
- Liên hoan phim Venezia
  - Thắng giải 13 Tzameti (Géla Babluani, Georgia)
- Liên hoan phim quốc tế điện ảnh châu Á Vesoul
  - Thắng giải Two Great Sheep (Liu Hao, Trung Quốc)[84]

#### 2006
- Berlin International Film Festival
  - Thắng giải Dear Pyongyang (Yang Yong-hi, Nhật Bản)
- Liên hoan phim quốc tế Brisbane
  - Thắng giải Blood Rain (Kim Dae-seung, Hàn Quốc)[85]
- Liên hoan phim quốc tế Busan
  - Thắng giải The Last Dining Table (Roh Gyeong-tae, Hàn Quốc)[86]
- Liên hoan phim quốc tế Hawaii
  - Thắng giải 4:30 (Royston Tan, Singapore)[87]
- Liên hoan phim quốc tế Rotterdam
  - Thắng giải The Lost Hum (Hiromasa Hirosue, Nhật Bản)
  - Thắng giải The Blossoming of Maximo Oliveros (Auraeus Solito, Philippines)[88]
- Liên hoan phim quốc tế Locarno
  - Thắng giải Don't Look Back (Kim Young-Nam, Hàn Quốc)
  - Thắng giải Bliss (Sheng Zhimin, Trung Quốc)[89]
- Osian's Cinefan Festival of Asian Cinema
  - Thắng giải Midnight My Love (Kongdej Jaturanrasamee, Thái Lan)[90]
- Liên hoan phim quốc tế Singapore
  - Thắng giải Todo todo teros (John Torres, Philippines)[91]
  - Special Mention Taking Father Home (Ying Liang, Trung Quốc)[92]
- Liên hoan phim Tallinn Black Nights
  - Thắng giải Kargaran Mashghoule Karand (Mani Haghighi, Iran)
- Liên hoan phim quốc tế điện ảnh châu Á Vesoul
  - Thắng giải Gilane (Rakhshan Bani-Etemad and Mohsen Abdolvahab, Iran)

#### 2007
- Antalya Film Festival
  - Thắng giải Yumurta (Semih Kaplanoğlu, Thổ Nhĩ Kỳ)[93]
  - Thắng giải Under the Bombs (Philippe Aractingi, Lebanon)[94]
- Asiatica Film Mediale
  - Thắng giải Pure Coolness (Ernest Abdyjaparov, Kyrgyzstan)[95]
- Berlin International Film Festival
  - Thắng giải Faces of a Fig Tree (Kaori Momoi, Nhật Bản)
  - Thắng giải Tuli (Auraeus Solito, Philippines)
- Liên hoan phim quốc tế Brisbane
  - Thắng giải The Bet Collector (Jeffrey Jeturian, Philippines)[96]
- Liên hoan phim quốc tế Busan
  - Thắng giải With the Girl of Black Soil (Jeon Soo-il, Hàn Quốc)
  - Thắng giải Hello Stranger (Kim Donghyun, Hàn Quốc)[97]
- Eurasia International Film Festival
  - Thắng giải Swallow (Abai Kulbai, Kazakhstan)[98]
- Liên hoan phim quốc tế Hawaii
  - Thắng giải Owl and the Sparrow (Stephane Gauger, Việt Nam)[99]
- Liên hoan phim quốc tế Kerala
  - Thắng giải – Asian Competition Getting Home (Zhang Yang, Trung Quốc)
  - Thắng giải – Malayalam Competition Ore Kadal (Shyamaprasad, Ấn Độ)
- Liên hoan phim quốc tế Rotterdam
  - Thắng giải Fourteen (Hiromasa Hirosue, Nhật Bản)
  - Special Mention Dancing Bells (Deepak Kumaran Menon, Malaysia)
  - Special Mention How Is Your Fish Today? (Xiaolu Guo, Trung Quốc, Anh Quốc)[100]
- Liên hoan phim quốc tế Jeonju
  - Thắng giải Summer Heat (Brillante Mendoza, Philippines)
- Karlovy Vary International Film Festival
  - Thắng giải The Band's Visit (Bikur hatizmoret) (Eran Kolirin, Israel)[101]
- Liên hoan phim quốc tế Locarno
  - Thắng giải Those Three (Naghi Nemati, Iran)[102]
- Osian's Cinefan Festival of Asian and Arab Cinema
  - Thắng giải Dancing Bells (Deepak Kumaran Menon, Malaysia)[103]
- Liên hoan phim quốc tế Singapore
  - Thắng giải Crossing the Dust (Shawkat Amin Korki, Iraq)
  - Thắng giải Like A Virgin (Lee Hae-young, Lee Hae-jun; South Korea)[104]
- Taipei Golden Horse Film Festival
  - Thắng giải The Unseeable (Wisit Sasanatieng, Thái Lan)[105]
- Liên hoan phim Tallinn Black Nights
  - Thắng giải Mogari No Mori (Naomi Kawase, Nhật Bản)
- Liên hoan phim quốc tế điện ảnh châu Á Vesoul
  - Thắng giải Kantatar (Bappaditya Bandopadhyay, Ấn Độ)

#### 2008
- Antalya Film Festival
  - Thắng giải Sonbahar (Özcan Alper, Thổ Nhĩ Kỳ)[106]
- Asiatica Film Mediale
  - Thắng giải Tokyo Sonata (Kiyoshi Kurosawa, Nhật Bản)[107]
  - Thắng giải Songs from the Southern Seas (Marat Sarulu, Kazakhstan)[108]
- Berlin International Film Festival
  - Thắng giải United Red Army (Kōji Wakamatsu, Nhật Bản)
  - Special Mention Paruthiveeran (Ameer Sultan, Ấn Độ)[109]
- Liên hoan phim quốc tế Brisbane
  - Thắng giải Foster Child (Brillante Mendoza, Philippines)[110]
- Liên hoan phim quốc tế Busan
  - Thắng giải Members of the Funeral (Baek Seung-bin, Hàn Quốc)
  - Thắng giải Treeless Mountain (Kim Soyong, Hàn Quốc)[111]
- Eurasia International Film Festival
  - Thắng giải Together with my Father (Danyar Salamat, Kazakhstan)[112]
- Liên hoan phim quốc tế Hawaii
  - Thắng giải Brutus, Ang Paglalakbay (Tara Illenberger, Philippines)[113]
- Karlovy Vary International Film Festival
  - Thắng giải Written (Kim Byung-woo, Hàn Quốc)
  - Thắng giải Tulpan (Sergey Dvortsevoy, Kazakhstan)
- Liên hoan phim quốc tế Kerala
  - Thắng giải – Asian Competition My Marlon and Brando (Hüseyin Karabey, Thổ Nhĩ Kỳ)
  - Thắng giải – Malayalam Competition Adayalangal (M.G. Sasi, Ấn Độ)[114]
- Liên hoan phim quốc tế Rotterdam
  - Thắng giải What on Earth Have I Done Wrong?! (Doze Niu, Đài Loan)[115]
  - Special Mention Crude Oil (Wang Bing, Trung Quốc)[116]
- Liên hoan phim quốc tế Jeonju
  - Thắng giải Children of God (Yi Seung-jun, Korea)
  - Thắng giải Death in the Land of Enacantos (Lav Diaz, Philippines)[117]
- Liên hoan phim quốc tế Locarno
  - Thắng giải Daytime Drinking (Noh Young-seok, Hàn Quốc)[118]
- Osian's Cinefan Festival of Asian Cinema
  - Thắng giải Bioscope (K. M. Madhusudhanan, Ấn Độ)[119]
- Liên hoan phim quốc tế Singapore
  - Thắng giải Tirador (Brillante Mendoza, Philippines)[120]
- Taipei Golden Horse Film Festival
  - Thắng giải The Photograph (Nan Triveni Achnas, Indonesia)[121]
  - Thắng giải Sellout (Yeo Joon Han, Malaysia)[122]
- Liên hoan phim Tallinn Black Nights
  - Thắng giải The Shaft (Zhang Chi, Trung Quốc)[123]
- Liên hoan phim quốc tế điện ảnh châu Á Vesoul
  - Thắng giải The Old Barber (Hasi Chaolu, Trung Quốc)
  - Special Mention The Red Awn (Cai Shangjun, Trung Quốc)[124]

#### 2009
- Antalya Film Festival
  - Thắng giải Thirst (Park Chan-wook, Hàn Quốc)[125]
- Asian Film Festival Barcelona
  - Thắng giải Claustrophobia (Ivy Ho, Hồng Kông)[126]
- Asiatica Film Mediale
  - Thắng giải The Gift to Stalin (Rustem Abdrashov, Kazakhstan)[127]
  - Thắng giải Jamila and the President (Ratna Sarumpaet, Indonesia)[128]
- Liên hoan phim quốc tế Bangkok
  - Thắng giải Independencia (Raya Martin, Philippines)[129]
- Berlin International Film Festival
  - Thắng giải Doctor Ma's Country Clinic (Cong Feng, Trung Quốc)
  - Thắng giải The Day After (Lee Suk-Gyung, Hàn Quốc)[130]
- Liên hoan phim quốc tế Brisbane
  - Thắng giải About Elly (Asghar Farhadi, Iran)[131]
  - Thắng giải Agrarian Utopia (Uruphong Rakasasad, Thái Lan)[132]
- Busan International Film Festival
  - Thắng giải Paju (Park Chan-ok, Hàn Quốc)[133]
- Cinemalaya Philippine Independent Film Festival
  - Thắng giải Baseco Bakal Boys (Ralston Jover, Philippines)[134]
- Cines del Sur
  - Thắng giải Flowers of the Sky (Prasanna Vithanage, Sri Lanka)
  - Thắng giải Before the Burial (Behnam Behzadi, Iran)[135]
- Liên hoan phim quốc tế Hawaii
  - Thắng giải Castaway on the Moon (Lee Hae-jun, Hàn Quốc)[136]
- Liên hoan phim quốc tế Kerala
  - Thắng giải – Asian Competition Jermal (Fishing Platform) (Ravi Bharwani, Indonesia)
  - Thắng giải – Malayalam Competition Kerala Cafe (Lal Jose, Shaji Kailas, Revathi, Shyamaprasad, Anwar Rasheed, B. Unnikrishnan, Anjali Menon, M. Padmakumar, Shankar Ramakrishnan, Uday Ananthan; India)
- Liên hoan phim quốc tế Rotterdam
  - Thắng giải The Land (He Jia, Trung Quốc)[137]
- Liên hoan phim quốc tế Jeonju
  - Thắng giải Imburnal (Sherad Anthony Sanchez, Philippines)
- Liên hoan phim quốc tế Karlovy Vary
  - Thắng giải Breathless (Yang Ik-june, Hàn Quốc)[138]
- Liên hoan phim quốc tế Locarno
  - Thắng giải At the End of Daybreak (Ho Yuhang, Malaysia)[139]
  - Thắng giải One Night in Supermarket (Yang Qing, Trung Quốc)[140]
- Osian's Cinefan Festival of Asian and Arab Cinema
  - Thắng giải The Long Night (Hatem Ali, Syria)
  - Thắng giải Khargosh (Paresh Kamdar, Ấn Độ)[141]
- Liên hoan phim quốc tế Singapore
  - Thắng giải Jalainur (Zhao Ye, Trung Quốc)[142]
- Taipei Golden Horse Film Festival
  - Thắng giải Blind Pig Who Wants to Fly (Edwin, Indonesia)[143]
- Liên hoan phim Tallinn Black Nights
  - Thắng giải No One Knows About Persian Cats (Bahman Ghobadi, Iran)[144]
- Third Eye Asian Film Festival
  - Thắng giải The Gift to Stalin (Rustem Abdrashov, Kazakhstan)[145]
- Liên hoan phim quốc tế điện ảnh châu Á Vesoul
  - Thắng giải Dawn of the World (Abbas Fahdel; Iraq, France)[146]

### Thập niên 2010

#### 2010
- Asian Film Festival Barcelona
  - Thắng giải Between Two Worlds (Vimukthi Jayasundara, Sri Lanka)[147]
- Asiatica Film Mediale
  - Thắng giải Riding the Stallion of Dream (Girish Kasaravalli, Ấn Độ)[148]
  - Thắng giải Single Man (Hao Jie, Trung Quốc)[149]
- Berlin International Film Festival
  - Thắng giải Au Revoir Taipei (Arvin Chen, Đài Loan)[150]
- Busan International Film Festival
  - Thắng giải Dooman River (Zhang Lu, Hàn Quốc và Pháp)[151]
- Chongqing Independent Film and Video Festival
  - Thắng giải – Feature Film Fortune Teller (Xu Tong, Trung Quốc)[152]
  - Thắng giải – Short Film The Unnamed (Huang Yali, Đài Loan)[153]
- Cinemalaya Philippine Independent Film Festival
  - Thắng giải Sheika (Arnel Mardoquio, Philippines)[154]
- Cines del Sur
  - Thắng giải Adrift (Bui Thac Chuyen; Vietnam, France)[155]
- Didor International Film Festival
  - Thắng giải The Other Bank (George Ovashvili, Georgia)[156]
- Liên hoan phim quốc tế Hawaii
  - Thắng giải Monga (Doze Niu, Đài Loan)[157]
- Liên hoan phim quốc tế Kerala
  - Thắng giải – Asian Competition I Am Afia Megha Abhimanyu Omar (Onir Anirban, Ấn Độ)
  - Thắng giải – Malayalam Competition Veettilekkulla Vazhi (Dr. Biju, Ấn Độ)[158]
- Liên hoan phim quốc tế Rotterdam
  - Thắng giải Moscow (Whang Cheol-mean, Hàn Quốc)
- Liên hoan phim quốc tế Jeonju
  - Thắng giải Clash (Pepe Diokno, Philippines)
- Liên hoan phim quốc tế Karlovy Vary
  - Thắng giải Son of Babylon (Mohamed Al-Daradji, Iraq)[159]
  - Thắng giải Orion (Zamani Esmati, Iran)[160]
- Liên hoan phim quốc tế Singapore
  - Thắng giải The Dreamer (Sang Pemimpi) (Riri Riza, Indonesia)[161]
- Taipei Golden Horse Film Festival
  - Thắng giải Mundane History (Anocha Suwichakornpong, Thái Lan)[162]
- Third Eye Asian Film Festival
  - Thắng giải Judge (Liu Jie, Trung Quốc)[163]
- Liên hoan phim quốc tế điện ảnh châu Á Vesoul
  - Thắng giải Animal Town (Jeon Kyu-hwan, Hàn Quốc)[164]
- Vietnam International Film Festival
  - Thắng giải Sandcastle (Boo Junfeng, Singapore)[165]

#### 2011
- Abu Dhabi Film Festival
  - Thắng giải Marathon Boy (Gemma Atwal; UK, Ấn Độ)[166]
- Asiatica Film Mediale
  - Thắng giải Dokhtar...Pedar...Dokhtar (Panahbarkhoda Rezaee, Iran)[167]
- Busan International Film Festival
  - Thắng giải The King of Pigs (Yeon Sang-ho, Hàn Quốc)[168]
- Berlin International Film Festival
  - Thắng giải Heaven's Story (Takahisa Zeze, Nhật Bản)
  - Special Mention Ways of the Sea (Sheron Dayoc, Philippines)[169]
- Chongqing Independent Film and Video Festival
  - Thắng giải – Feature Film Old Dog (Pema Tseden, Trung Quốc)
  - Thắng giải – Short Film Court Ladies (Shen Chaofang, Trung Quốc)[170]
- Cinemalaya Philippine Independent Film Festival
  - Thắng giải Boundary (Benito Bautista, Philippines)[171]
- Eurasia International Film Festival
  - Thắng giải The Lead (Zulfikar Musakov, Uzbekistan)[172]
- Liên hoan phim quốc tế Hawaii
  - Thắng giải Hanaan (Ruslan Pak, Hàn Quốc and Uzbekistan)[173]
- Liên hoan phim quốc tế Kerala
  - Thắng giải – Asian Competition At the End of It All (Aditi Roy, Ấn Độ)
  - Thắng giải – Malayalam Competition Adaminte Makan Abu (Salim Ahamed, Ấn Độ)
- Liên hoan phim quốc tế Rotterdam
  - Thắng giải Black Blood (Zhang Miaoyan, Trung Quốc and France)
  - Thắng giải The Day I Disappeared (Atousa Bandeh Ghiasabadi, Iran)[174]
- Liên hoan phim quốc tế Jeonju
  - Thắng giải Single Man (Hao Jie, Trung Quốc)
- Liên hoan phim quốc tế Karlovy Vary
  - Thắng giải Once Upon a Time in Anatolia (Nuri Bilge Ceylan; Turkey, Bosnia and Herzegovina)[175]
- Liên hoan phim quốc tế Kolkata
  - Thắng giải Guerrilla (Nasiruddin Yousuff, Bangladesh)[176]
- Taipei Golden Horse Film Festival
  - Thắng giải Bunohan (Dain Said, Malaysia)[177]
- Liên hoan phim Tallinn Black Nights
  - Thắng giải Mourning (Morteza Farshbaf, Iran)
- Third Eye Asian Film Festival
  - Thắng giải Gangor (Italo Spinelli; Italy, Ấn Độ)[178]
- Liên hoan phim quốc tế điện ảnh châu Á Vesoul
  - Thắng giải P.S. (Elkin Tuychiev, Uzbekistan)[179]
- Liên hoan phim quốc tế Warsaw
  - Thắng giải No 89 Shimen Road (Haolun Shu, Hồng Kông)[180]

#### 2012
- Abu Dhabi Film Festival
  - Thắng giải A World Not Ours (Mahdi Fleifel; Palestine, UK, Lebanon, Denmark and United Arab Emirates)[181]
- Asiatica Film Mediale
  - Thắng giải Parviz (Majid Barzegar, Iran)[182]
- Liên hoan phim quốc tế Bengaluru
  - Thắng giải Epilogue (Amir Manor, Israel)[183]
  - Thắng giải Darling, Something's Wrong with Your Head (Susan Youssef, Palestine)[184]
- Berlin International Film Festival
  - Thắng giải Modest Reception (Mani Haghighi, Iran)[185]
- Busan International Film Festival
  - Thắng giải Jiseul (O Muel, Hàn Quốc)[186]
- Cinemalaya Philippine Independent Film Festival
  - Thắng giải - Directors Showcase Competition Bwakaw (Jun Lana, Philippines)
  - Thắng giải - New Breed Competition Diablo (Mes de Guzman, Philippines)[187]
- Eurasia International Film Festival
  - Thắng giải Student (Darejan Omirbaev, Kazakhstan)[188]
- Liên hoan phim quốc tế Hà Nội
  - Thắng giải Night of Silence (Reis Çelik, Thổ Nhĩ Kỳ)[189]
- Liên hoan phim quốc tế Hawaii
  - Thắng giải Apparition (Isabel Sandoval, credited as Vincent Sandoval, Philippines)[190][191]
- Liên hoan phim quốc tế Kerala
  - Thắng giải – Asian Competition I. D. (K. D. Kamal, Ấn Độ)
  - Thắng giải – Malayalam Competition Ee Adutha Kalathu (Arun Kumar Aravind, Ấn Độ)
- Liên hoan phim quốc tế Rotterdam
  - Thắng giải Sentimental Animal (Wu Quan, Trung Quốc)[192]
- Liên hoan phim quốc tế Jeonju
  - Thắng giải Florentina Hubaldo, CTE (Lav Diaz, Philippines)
- Liên hoan phim quốc tế Karlovy Vary
  - Thắng giải Beyond the Hill (Emin Alper, Thổ Nhĩ Kỳ và Hy Lạp)[193]
- Liên hoan phim quốc tế Kolkata
  - Thắng giải 11 Flowers (Wang Xiaoshuai, Trung Quốc)[194]
- Taipei Golden Horse Film Festival
  - Thắng giải The Love Songs of Tiedan (Hao Jie, Trung Quốc)[195]
- Liên hoan phim quốc tế Toronto
  - Thắng giải The Land of Hope (Sion Sono, Nhật Bản, Anh Quốc, Đài Loan)[196]
- Liên hoan phim quốc tế điện ảnh châu Á Vesoul
  - Thắng giải August Drizzle (Aruna Jayawardana, Sri Lanka)
  - Special Mention Return Ticket (Teng Yung-Shing, Đài Loan, Trung Quốc)[197]
- Liên hoan phim quốc tế Warsaw
  - Thắng giải Kalayaan (Adolfo Alix Jr., Philippines)[198]

#### 2013
- Abu Dhabi Film Festival
  - Thắng giải Harmony Lessons (Emir Baigazin; Kazakhstan, Đức, Pháp)[199]
- Asiatica Film Mediale
  - Thắng giải Snow on Pines (Payman Maadi, Iran)[200]
- Berlin International Film Festival
  - Thắng giải When I Saw You (Annemarie Jacir; Palestine và Jordan)[201]
- Busan International Film Festival
  - Thắng giải Shuttlecock (Lee Yubin, Hàn Quốc)[202]
- Cinemalaya Philippine Independent Film Festival
  - Thắng giải - Directors Showcase Competition The Bit Player (Jeffrey Jeturian, Philippines)[203]
  - Thắng giải - New Breed Competition Transit (Hannah Espia, Philippines)[204]
- Eurasia International Film Festival
  - Thắng giải The Little Brother (Serik Aprymov, Kazakhstan)[205]
  - Thắng giải Waiting for the Sea (Bakhtyar Khudojnazarov, Tadjikistan)[206]
- Liên hoan phim quốc tế Hawaii
  - Thắng giải Monsoon Shootout (Amit Kumar, Ấn Độ)[207]
- International Film Festival of Kerala
  - Thắng giải – Asian Competition Meghe Dhaka Tara (Kamaleshwar Mukherjee, Ấn Độ)
  - Thắng giải – Malayalam Competition CR No: 89 (P. P. Sudevan, Ấn Độ)[208]
- Liên hoan phim quốc tế Rotterdam
  - Thắng giải What They Don't Talk About When They Talk About Love (Mouly Surya, Indonesia)[209]
- Liên hoan phim quốc tế Jeonju
  - Thắng giải Flashback Memories 3D (Matsue Tetsuaki, Nhật Bản)
- Liên hoan phim quốc tế Kolkata
  - Thắng giải Television (Mostofa Sarwar Farooki, Bangladesh)[210]
- Taipei Golden Horse Film Festival
  - Thắng giải Mary Is Happy, Mary Is Happy (Nawapol Thamrongrattanarit, Thái Lan)[211]
- Pacific Meridian Film Festival
  - Thắng giải Ilo Ilo (Anthony Chen, Singapore)[212]
- Tripoli Film Festival
  - Thắng giải Shakespeare Must Die (Ing Kanjanavanit, Thái Lan)[213]
  - Thắng giải Liberta (Kan Lume, Singapore)[214]
- Toronto International Film Festival
  - Thắng giải Qissa (Anup Singh; India, Germany)[215]
- Liên hoan phim quốc tế điện ảnh châu Á Vesoul
  - Thắng giải With You Without You (Prasanna Vithanage, Sri Lanka)[216]
- Liên hoan phim quốc tế Warsaw
  - Thắng giải Harmony Lessons (Emir Baigazin; Kazakhstan, Germany, France)[217]

#### 2014
- Abu Dhabi Film Festival
  - Thắng giải Iraqi Odyssey (Samir, Iraq, Switzerland, Germany and United Arab Emirates)[218]
- Liên hoan phim quốc tế Bengaluru
  - Thắng giải – Asian Cinema Competition Labour of Love (Aditya Vikram Sengupta, Ấn Độ)[219]
  - Thắng giải – Kannada Cinema Competition December-1 (P. Sheshadri, Ấn Độ)[220]
- Berlin International Film Festival
  - Thắng giải A Dream of Iron (Kelvin Kyung Kun Park, Hàn Quốc)
  - Thắng giải Non-Fiction Diary (Jung Yoon-suk, Hàn Quốc)[221]
- Bucheon International Fantastic Film Festival
  - Thắng giải Wood Job! (Shinobu Yaguchi, Nhật Bản)
- Busan International Film Festival
  - Thắng giải Socialphobia (Hong Seok-jae, Hàn Quốc)[222]
- Cinemalaya Independent Film Festival
  - Thắng giải - Directors Showcase Competition Hustisya (Joel Lamangan, Philippines)[223]
  - Thắng giải - New Breed Competition Bwaya (Francis Pasion, Philippines)[224]
- Eurasia International Film Festival
  - Thắng giải Adventure (Nariman Turebayev, Kazakhstan)[225]
- Liên hoan phim quốc tế Hà Nội
  - Thắng giải The Coffin Maker (Jason Paul Laxamana, Philippines)[226]
- Liên hoan phim quốc tế Hawaii
  - Thắng giải Titli (Kanu Behl, Ấn Độ)[227]
- Liên hoan phim quốc tế Kerala
  - Thắng giải – Asian Competition Summer, Kyoto (Hiroshi Toda, Nhật Bản)
  - Thắng giải – Malayalam Competition Oraalppokkam (Sanal Kumar Sasidharan, Ấn Độ)
- Liên hoan phim quốc tế Rotterdam
  - Thắng giải 28 (Prasanna Jayakody, Sri Lanka)[228]
- Liên hoan phim quốc tế Jeonju
  - Thắng giải Tokyo Family (Yoji Yamada, Nhật Bản)
- Jogja-NETPAC Asian Film Festival
  - Thắng giải The Naked DJ (Kan Lume, Singapore)[229]
- Taipei Golden Horse Film Festival
  - Thắng giải Quick Change (Eduardo W. Roy Jr., Philippines)[230]
- Pacific Meridian Film Festival
  - Thắng giải A Hard Day (Kim Seong-hoon, Hàn Quốc)[231]
- QCinema International Film Festival
  - Thắng giải – Best Feature Ang Di Paglimot sa Alaala (Carl Joseph Papa, Philippines)
  - Thắng giải –  Best Short Film Ang Nanay ni Justin Barber! (Victor Villanueva, Philippines)
  - Special Mention Senior (Jed Medrano, Philippines)[232]
- Liên hoan phim Tallinn Black Nights
  - Thắng giải The Move (Marat Sarulu, Kyrgyzstan)[233]
- Liên hoan phim quốc tế Toronto
  - Thắng giải Margarita, with a Straw (Shonali Bose, Ấn Độ)[234]
- Liên hoan phim quốc tế điện ảnh châu Á Vesoul
  - Thắng giải The Ferry (Shi Wei, Trung Quốc)[235]
- Liên hoan phim quốc tế Warsaw
  - Thắng giải 13 (Hooman Seyedi, Iran)[236]

#### 2015
- All Lights India International Film Festival
  - Thắng giải Mina Walking (Yosef Baraki, Canada and Afghanistan)[237]
- Busan International Film Festival
  - Thắng giải Communication & Lies (Lee Seung-Won, Hàn Quốc)[238]
- Busan International Short Film Festival
  - Thắng giải Ketchup (Yan Baishen, Guo Chunning; China)[239]
- Cinemalaya Independent Film Festival
  - Thắng giải – Short Film Wawa (Angelie Mae Macalanda, Philippines)[240]
- Eurasia International Film Festival
  - Thắng giải Kunanbai (Doskhan Zholzhaksynov, Kazakhstan)[241]
- Liên hoan phim quốc tế Hawaii
  - Thắng giải The Kids (Sunny Yu, Đài Loan)[242]
- Liên hoan phim quốc tế Kerala
  - Thắng giải – Asian Competition Yona (Nir Bergman, Israel)[243]
  - Thắng giải – Malayalam Competition Ottaal (Jayaraj, Ấn Độ)[244]
- Liên hoan phim quốc tế Rotterdam
  - Thắng giải Poet on a Business Trip (Ju Anqi, Trung Quốc)[245]
- Liên hoan phim quốc tế Jeonju
  - Thắng giải Under the Sun (Seulki Ahn, Korea)
- Jogja-NETPAC Asian Film Festival
  - Thắng giải Nay (Djenar Maesa Ayu, Indonesia)[246]
- Liên hoan phim quốc tế Kolkata
  - Thắng giải Blanka (Kohki Hasei; Japan, Italy, Philippines)[247]
- Pacific Meridian Film Festival
  - Thắng giải Shadow Behind the Moon (Jun Lana, Philippines)[248]
- Liên hoan phim Kim Mã Đài Bắc
  - Thắng giải Kaaka Muttai (M. Manikandan, Ấn Độ)[249]
- Liên hoan phim Tallinn Black Nights
  - Thắng giải Stranger (Yeremek Tursunov, Kazakhstan)[250]
- Toronto International Film Festival
  - Thắng giải The Whispering Star (Sion Sono, Nhật Bản)[251]
- QCinema International Film Festival
  - Thắng giải – Circle Competition for Filipino Films Sleepless (Prime Cruz, Philippines)
  - Thắng giải –  DoQC Competition Crescent Rising (Sheron Dayoc, Philippines)[252]
- Liên hoan phim quốc tế điện ảnh châu Á Vesoul
  - Thắng giải The Monk (The Maw Naing, Myanmar)[253]
  - Special Mention Chen Shiang-chyi in Exit (Chien Hsiang, Đài Loan)[254]
- Yakutsk International Film Festival
  - Thắng giải God Johogoi (Sergei Potapov, Nga)[255]

#### 2016
- All Lights India International Film Festival
  - Thắng giải Houra (Gholamreza Sagharchian, Iran)[256]
- Liên hoan phim quốc tế Bengaluru
  - Thắng giải – Asian Cinema Competition Under Heaven (Dalmira Tilepbergen, Kyrgyzstan)
  - Thắng giải – Asian Cinema Competition Thithi (Raam Reddy, Ấn Độ)
  - Thắng giải – Kannada Cinema Competition Child of Debt (Umashankar Swamy, Ấn Độ)[257]
- Bucheon International Fantastic Film Festival
  - Thắng giải The Forest (Paul Spurrier, Thái Lan)[258]
- Busan International Film Festival
  - Thắng giải Merry Christmas Mr. Mo (Lim Dae-hyung, Korea)[259]
- Cinemalaya Independent Film Festival
  - Thắng giải – Feature Film Pamilya Ordinaryo (Eduardo Roy, Jr., Philippines)
  - Thắng giải – Short Film Ang Maangas, Ang Marikit, at Ang Makata (Jose Ibarra Guballa, Philippines)[260]
- Five Flavours Film Festival
  - Thắng giải Tharlo (Pema Tseden, Trung Quốc)[261]
- Liên hoan phim quốc tế Hà Nội
  - Thắng giải The Green Carriage (Oleg Asadulin, Nga)[262]
- Liên hoan phim quốc tế Hawaii
  - Thắng giải Knife in the Clear Water (Wan Xuebo, Trung Quốc)[263]
- Liên hoan phim quốc tế Kerala
  - Thắng giải – Asian Competition Cold of Kalandar (Mustafa Kara, Thổ Nhĩ Kỳ)
  - Thắng giải – Malayalam Competition Kammatipaadam (Rajeev Ravi, Ấn Độ)[264]
- Liên hoan phim quốc tế Rotterdam
  - Thắng giải The Plague at the Karatas Village (Adilkhan Yerzhanov, Kazakhstan)[265]
- Iranian Film Festival Australia
  - Thắng giải Life and a Day (Saeed Roostaee, Iran)[266]
- Liên hoan phim quốc tế Jeonju
  - Thắng giải Spy Nation (Choi Seung-ho, Korea)
- Jogja-Netpac Asian Film Festival
  - Thắng giải Turah (Wicaksono Winsu Legowo, Indonesia)[267]
- Liên hoan phim quốc tế Kolkata
  - Thắng giải Singing in Graveyards (Bradley Liew, Malaysia and the Philippines)
  - Thắng giải Lady of the Lake (Haobam Pawan Kumar, Ấn Độ)[268]
- Pacific Meridian Film Festival
  - Thắng giải Immortal (Seyed Hadi Mohaghegh, Iran)[269]
- QCinema International Film Festival
  - Thắng giải – Circle Competition for Filipino Films Baboy Halas (Bagane Fiola, Philippines)
  - Thắng giải – QCShorts Competition Papa's Shadows (Inshallah Montero, Philippines)[270]
- Taipei Golden Horse Film Festival
  - Thắng giải Apprentice (Boo Junfeng; Singapore, Germany, France, Hồng Kông and Qatar)[271]
- Liên hoan phim Tallinn Black Nights
  - Thắng giải Duet (David Nanesh, Iran)[272]
- Liên hoan phim quốc tế Toronto
  - Thắng giải In Between (Maysaloun Hamoud, Israel and France)[273]
- Liên hoan phim quốc tế điện ảnh châu Á Vesoul
  - Thắng giải Imbisibol (Lawrence Fajardo, Philippines)[274]
  - Special Mention Wednesday, May 9 (Vahid Jalilvand, Iran)[275]
- Liên hoan phim quốc tế Warsaw
  - Thắng giải Blessed Benefit (Mahmoud al Massad; Jordan, Germany, Netherlands and Qatar)[276]

#### 2017
- Asian Film Festival Barcelona
  - Thắng giải Diamond Island (Davy Chou; Cambodia, France, Germany, Thái Lan, Qatar)
  - Special Mention Children of Genghis (Zolbayar Dorj, Mông Cổ)[277]
- Liên hoan phim quốc tế Bengaluru
  - Thắng giải – Kannada Cinema Competition Uppina Kagada (B. Suresha, Ấn Độ)[278]
- Bucheon International Fantastic Film Festival
  - Thắng giải The Village of No Return (Chen Yu-hsun; Taiwan, Trung Quốc)[279]
- Busan International Film Festival
  - Thắng giải February (Kim Joonghyun, Hàn Quốc)[280]
- Cinemalaya Philippine Independent Film Festival
  - Thắng giải – Feature Film Respeto (Alberto Monteras II, Philippines)[281]
  - Thắng giải – Short Film Aliens Ata (Glenn Barit, Philippines)[282]
- Eurasia International Film Festival
  - Thắng giải Centaur (Aktan Arym Kubat, Kazakhstan)[283]
- Liên hoan phim quốc tế Fajr
  - Thắng giải The Home (Asghar Yousefinejad, Iran)[284]
- Liên hoan phim quốc tế Hawaii
  - Thắng giải One Thousand Ropes (Tusi Tamasese, New Zealand)[285]
- International Film Festival & Awards Macao
  - Thắng giải Angels Wear White (Vivian Qu, Đài Loan)[286]
- Liên hoan phim quốc tế Kerala
  - Thắng giải – Asian Competition Newton (Amit V Masurkar, Ấn Độ)[287]
  - Thắng giải – Malayalam Competition Thondimuthalum Driksakshiyum (Dileesh Pothan, Ấn Độ)[288]
- Liên hoan phim quốc tế Rotterdam
  - Thắng giải Children are not Afraid of Death, Children are Afraid of Ghosts (Rong Guang Rong, Trung Quốc)[289]
- Liên hoan phim quốc tế Jeonju
  - Thắng giải The Painter's View (Kim Heecheol, Hàn Quốc)
- Liên hoan phim quốc tế Moskva
  - Thắng giải Ordinary Person (Kim Bong-han, Hàn Quốc)[290]
- Pacific Meridian Film Festival
  - Thắng giải Nearest and Dearest (Ksenia Zueva, Nga)[291]
- QCinema International Film Festival
  - Thắng giải – Circle Competition for Filipino Films The Ashes and Ghost of Tayug 1931 (Christopher Gozum, Philippines)
  - Thắng giải – Asian Next Wave Competition Snow Woman (Kiki Sugino, Nhật Bản)
  - Thắng giải – RainbowQC Competition Beach Rats (Eliza Hittman, USA)
  - Thắng giải – QCShorts Competition Gikan Sa Ngitngit Nga Kinailadman (Kiri Dalena, Philippines)[292]
- Taipei Golden Horse Film Festival
  - Thắng giải Malila: The Farewell Flower (Anucha Boonyawatana, Thái Lan)[293]
- Liên hoan phim Tallinn Black Nights
  - Thắng giải Goodbye, Grandpa! (Yukihiro Morigaki, Nhật Bản)[294]
- Toronto International Film Festival
  - Thắng giải The Great Buddha+ (Huang Hsin-yao, Đài Loan)[295]
- Liên hoan phim quốc tế điện ảnh châu Á Vesoul
  - Thắng giải Going the Distance (Harumoto Yujiro, Nhật Bản)[296]
- Liên hoan phim quốc tế Warsaw
  - Thắng giải Out of Frame (Wai Lun Kwok, Trung Quốc)[297]

#### 2018
- Asian Film Festival Barcelona
  - Thắng giải A Tiger in Winter (Lee Kwang-kuk, Hàn Quốc)[298]
- Liên hoan phim quốc tế Bengaluru
  - Thắng giải – Asian Cinema Competition Excavator (Lee Ju-Hyong, Hàn Quốc)
  - Thắng giải – Kannada Cinema Competition Beti (Daughter) (P. Sheshadri, Ấn Độ)[299]
- Busan International Film Festival
  - Thắng giải House of Hummingbird (Kim Bora, Hàn Quốc)[300]
- Cinemalaya Philippine Independent Film Festival
  - Thắng giải – Feature Film Kung Paano Hinihintay Ang Dapithapon (Carlo Enciso Catu, Philippines)
  - Thắng giải – Short Film Sa Saiyang Isla (Christian Candelaria, Philippines)[301]
- Liên hoan phim quốc tế Fajr
  - Thắng giải Hendi & Hormoz (Abbas Amini; Iran, Czech Republic)[302]
- Liên hoan phim quốc tế Hà Nội
  - Thắng giải Student A (Lee Kyung-sup, Hàn Quốc)[303]
- Liên hoan phim quốc tế Hawaii
  - Thắng giải Still Human (Oliver Siu Kuen Chan, Hồng Kông)[304]
- International Film Festival & Awards Macao
  - Thắng giải Suburban Birds (Qiu Sheng, Trung Quốc)[305]
- Liên hoan phim quốc tế Kerala
  - Thắng giải Ee.Ma.Yau (Lijo Jose Pellissery, Ấn Độ)[306]
- Liên hoan phim quốc tế Rotterdam
  - Thắng giải Nervous Translation (Shireen Seno, Philippines)[307]
- Liên hoan phim quốc tế Jeonju
  - Thắng giải Adulthood (Kim Inseon, Hàn Quốc)[308]
- Jogja-NETPAC Asian Film Festival
  - Thắng giải The Song of Grassroots (Yuda Kurniawan, Indonesia)[309]
- Kathmandu International Mountain Film Festival
  - Thắng giải Trembling Mountain (Kesang Tseten Lama, Nepal)[310]
- Liên hoan phim quốc tế Kolkata
  - Thắng giải The Sweet Requiem (Ritu Sarin & Tenzing Sonam; India)[311]
- Liên hoan phim quốc tế Moskva
  - Thắng giải China's Van Goghs (Yu Haibo & Yu Tianqi Kiki; China, the Netherlands)[312]
- Pacific Meridian Film Festival
  - Thắng giải An Elephant Sitting Still (Hu Bo, Trung Quốc)[313]
- QCinema International Film Festival
  - Thắng giải – Circle Competition for Filipino Films Dog Days (Timmy Harn, Philippines)[314]
- Shaken Aimanov International Film Festival
  - Thắng giải The Secret of a Leader (Farkhat Sharipov, Kazakhstan)[315]
- Taipei Golden Horse Film Festival
  - Thắng giải With All My Hypothalamus (Dwein Baltazar, Philippines)[316]
- Liên hoan phim Tallinn Black Nights
  - Thắng giải Kejal (Nima Salehiyar, Iran)[317]
- Liên hoan phim quốc tế Toronto
  - Thắng giải The Third Wife (Ash Mayfair, Việt Nam)[318]
  - Special Mention The Crossing (Bai Xue, Trung Quốc)[319]
- Liên hoan phim Núi Ulju
  - Thắng giải Trembling Mountain (Kesang Tseten Lama, Nepal)[320]
- Liên hoan phim quốc tế điện ảnh châu Á Vesoul
  - Thắng giải The Taste of Rice Flower (Pengfei, Trung Quốc)
  - Thắng giải Mothers (Lee Dong-eun, Hàn Quốc)[321]
  - Special Mention A Letter to the President (Roya Sadat, Afghanistan)[322]
- Liên hoan phim quốc tế Warsaw
  - Thắng giải The Fall (Zhou Lidong, Trung Quốc)[323]

#### 2019
- Asiatica Film Mediale
  - Thắng giải Flavours of Flesh (Biriyaani) (Sajin Babu, Ấn Độ)[324]
- Liên hoan phim quốc tế Bengaluru
  - Thắng giải – Asian Cinema Competition Sivaranjini and other Women (Vasanth, Ấn Độ)[325]
  - Thắng giải – Kannada Cinema Competition Nathicharami (Mansore, Ấn Độ)[326]
- Bucheon International Fantastic Film Festival
  - Thắng giải Gully Boy (Zoya Akhtar, Ấn Độ)[327]
- Busan International Film Festival
  - Thắng giải Moving On (Yoon Danbi, Hàn Quốc)[328]
- Cinemalaya Philippine Independent Film Festival
  - Thắng giải – Feature Film John Denver Trending (Arden Rod Condez, Philippines)[329]
  - Thắng giải – Short Film Disconnection Notice (Glenn Averia, Philippines)
  - Special Mention – Short Film Sa Among Agwat (Don Senoc, Philippines)[330]
- Liên hoan phim El Gouna
  - Thắng giải Kabul, City in the Wind (Aboozar Amini; Afghanistan, Netherlands, Nhật Bản, Germany)[331]
- Eurasia International Film Festival
  - Thắng giải Beanpole (Kantemir Balagov, Nga)[332]
- Liên hoan phim quốc tế Fajr
  - Thắng giải The Narrow Red Line (Farzad Khoshdast, Iran)[333]
- Liên hoan phim quốc tế Hải Nam
  - Thắng giải Verdict (Raymund Ribay Gutierrez, Philippines)
- Liên hoan phim quốc tế Hawaii
  - Thắng giải Another Child (Kim Yoon-seok, Hàn Quốc)
- Liên hoan phim quốc tế Kerala
  - Thắng giải – Asian Competition Aani Maani (Fahim Irshad, Ấn Độ)
  - Thắng giải – Malayalam Competition Tress Under the Sun (Dr. Biju, Ấn Độ)
  - Special Mention – Malayalam Competition Kumbalangi Nights (Madhu C Narayanan, Ấn Độ)
- International Film Festival and Awards Macao
  - Thắng giải To Live to Sing (Johnny Ma, Trung Quốc)[334]
- Liên hoan phim quốc tế Rotterdam
  - Thắng giải Last Night I Saw You Smiling (Kavich Neang; Cambodia, France)[335]
- International Short and Independent Film Festival Dhaka
  - Thắng giải Fish Musing (Suborna Senjutee Tushee; Ấn Độ, Bangladesh)
- Liên hoan phim quốc tế Jeonju
  - Thắng giải The Harvest (Misho Antadze, Georgia)
- Jogja-NETPAC Asian Film Festival
  - Thắng giải Aurora (Bekzat Pirmatov, Kyrgyzstan)
  - Thắng giải Nakorn-Sawan (Puangsoi Aksornsawang, Thái Lan)[336]
- Liên hoan phim quốc tế Kolkata
  - Thắng giải Devi Aur Hero (Aditya Kripalani, Ấn Độ)[337]
- Liên hoan phim quốc tế Moskva
  - Thắng giải The Sun Above Me Never Sets (Lyubov Borisova, Nga)[338]
- Pacific Meridian Film Festival
  - Thắng giải Great Poetry (Alexander Lungin, Nga)
- QCinema International Film Festival
  - Thắng giải – Asian Next Wave Competition Suburban Birds (Qiu Sheng, Trung Quốc)[339]
- Taipei Golden Horse Film Festival
  - Thắng giải My Prince Edward (Wong Yee-lam, Hồng Kông)[340]
- Liên hoan phim Tallinn Black Nights
  - Thắng giải Golden Voices (Evgeny Ruman, Israel)
- Liên hoan phim quốc tế Toronto
  - Thắng giải 1982 (Oualid Mouaness; Lebanon, USA, Qatar, Norway)[341]
- Liên hoan phim Núi Ulju
  - Thắng giải Beloved (Yaser Talebi, Iran)[342]
- Liên hoan phim quốc tế điện ảnh châu Á Vesoul
  - Thắng giải A Family Tour (Ying Liang; Hong Kong, Đài Loan, Singapore, Malaysia)[343]
- Warsaw Film Festival
  - Thắng giải Move the Grave (Seung-o Jeong, Hàn Quốc)[344]

### Thập niên 2020

#### 2020
- Asian Film Festival Barcelona
  - Thắng giải A Dark, Dark Man (Adilkhan Yerzhanov, Kazakhstan)[345]
- Asiatica Film Mediale
  - Thắng giải No Choice (Reza Dormishian, Iran)[346]
- Liên hoan phim quốc tế Bengaluru
  - Thắng giải Happy Old Year (Nawapol Thamrongrattanarit, Thái Lan)
- Bucheon International Fantastic Film Festival
  - Thắng giải I WeirDo (Liao Mingyi, Đài Loan)[347]
- Liên hoan phim quốc tế Busan
  - Thắng giải Fighter (Jero Yun, Hàn Quốc)[348]
- Busan International Short Film Festival
  - Thắng giải Adam (Shoki Lin, Singapore)
  - Thắng giải Tiger and Ox (Kim Seunghee, Hàn Quốc)[349]
- Liên hoan phim độc lập Cinemalaya Philippine
  - Thắng giải – Short Film Tokwifi (Carla Pulido Ocampo, Philippines)[350]
- Liên hoan phim El Gouna
  - Thắng giải In Between Dying (Hilal Baydarov; Azerbaijan, Mexico, Hoa Kỳ)[351]
- Liên hoan phim quốc tế Rotterdam
  - Thắng giải Nasir (Arun Karthick; India, Netherlands, Singapore)[352]
- Liên hoan phim quốc tế Jeonju
  - Thắng giải The Shepherdess and the Seven Songs (Pushpendra Singh, Ấn Độ)[353]
- Pacific Meridian Film Festival
  - Thắng giải In Deep Sleep (Maria Ignatenko, Nga)
- Taipei Golden Horse Film Festival
  - Thắng giải The Story of Southern Islet (Chong Keat Aun, Malaysia)[354]
- Liên hoan phim Tallinn Black Nights
  - Thắng giải Ulbolsyn (Adilkhan Yerzhanov, Kazakhstan)[355]
- Liên hoan phim quốc tế Toronto
  - Thắng giải Gaza mon amour (Tarzan Nasser & Arab Nasser; Palestine, France, Germany, Bồ Đào Nha, Qatar)[356]
- Liên hoan phim Núi Ulju
  - Thắng giải Lunana: A Yak in the Classroom (Pawo Choyning Dorji, Bhutan)
- Liên hoan phim quốc tế điện ảnh châu Á Vesoul
  - Thắng giải Saturday Afternoon (Mostofa Sarwar Farooki, Bangladesh)
- Warsaw Film Festival
  - Thắng giải The Asadas (Ryota Nakano, Nhật Bản)[357]

#### 2021
- Busan International Short Film Festival
  - Thắng giải Georgia (Jayil Pak; South Korea, USA)[358]
- Liên hoan phim độc lập Cinemalaya Philippine
  - Thắng giải – Short Film The Little Planet (Arjanmar H. Rebeta, Philippines)[359]
- Liên hoan phim quốc tế Kerala
  - Thắng giải – Malayalam Competition Musical Chair (Vipin Atley, Ấn Độ)[360]
- Liên hoan phim quốc tế Fajr
  - Thắng giải Major (Ehsan Abdipour, Iran)[361]
- Liên hoan phim quốc tế Jeonju
  - Thắng giải Jazz Kissa Basie (Hoshino Tetsuya, Nhật Bản)[362]
- Liên hoan phim quốc tế Kolkata
  - Thắng giải The Salt In Our Waters (Rezwan Shahriar Sumit; Bangladesh, France)[363]
- Liên hoan phim quốc tế Moskva
  - Thắng giải Mosul my Home (Adalet R. Garmiany, Iraq)[364]
- Liên hoan phim Núi Ulju
  - Thắng giải Bandar Band (Manijeh Hekmat, Iran)[365]